# Guye (rivière)
Pour les articles homonymes, voir Guye.
La Guye [ɡi] est une rivière française du département de Saône-et-Loire, en région Bourgogne-Franche-Comté, et le principal affluent de la Grosne, donc un sous-affluent du Rhône par la Saône.

## Géographie
La longueur de son cours d'eau est de 46,6 km. La source de la Guye se situe dans la commune de Sainte-Hélène. La Guye donne ses eaux à la Grosne en rive gauche, entre les communes de Malay et de Savigny-sur-Grosne, un peu en aval de Cormatin.

## Communes traversées
Dans le seul département de Saône-et-Loire, la Guye traverse vingt communes :
- dans le sens amont vers aval : Sainte-Hélène (source), Moroges, Bissey-sous-Cruchaud, Sassangy, Cersot, Savianges, Germagny, Saint-Martin-du-Tartre, Genouilly, Joncy, Burzy, Saint-Martin-la-Patrouille, Saint-Huruge, Sailly, Salornay-sur-Guye, Sigy-le-Châtel, Cortevaix, Bonnay, Malay, Savigny-sur-Grosne (confluence).

## Hydrologie

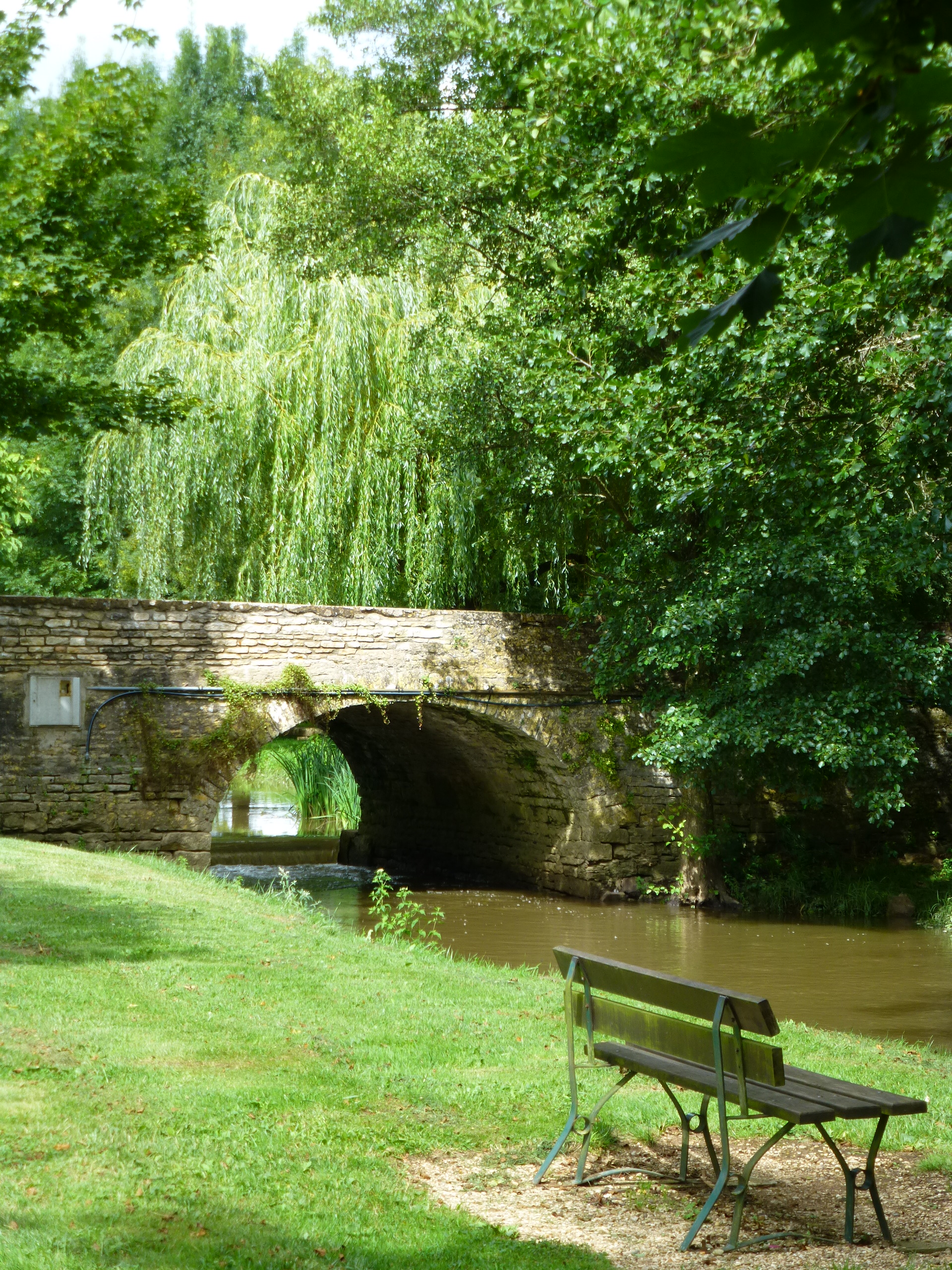
La Guye à Germagny en été.

### La Guye à Sigy-le-Châtel
La Guye est une rivière très irrégulière. Son débit a été observé durant une période de 38 ans (1970-2008), à Sigy-le-Châtel, localité du département de Saône-et-Loire située peu avant son confluent avec la Grosne. La surface ainsi observée est de 273 km2, soit 63 % de la totalité du bassin versant de la rivière 430 km2.
Le module de la rivière à Sigy-le-Châtel est de 2,10 m3/s.
La Guye présente des fluctuations saisonnières de débit fort marquées, comme très souvent en Bourgogne séquanaise. Les hautes eaux se déroulent en hiver et se caractérisent par des débits mensuels moyens allant de 3,22 à 4,61 m3/s, de décembre à mars inclus (avec un maximum très net en janvier et surtout en février). À partir de la seconde partie du mois de mars, le débit baisse progressivement jusqu'aux basses eaux d'été qui ont lieu de juillet à septembre inclus, entraînant une  baisse du débit mensuel moyen allant jusqu'à 0,265 m3/s au mois d'août. Mais ces moyennes mensuelles cachent des fluctuations plus prononcées selon les années ou sur de plus courtes périodes.

### Étiage
Aux étiages, le VCN3 peut chuter jusque 0,046 m3/s (46 litres), en cas de période quinquennale sèche, ce qui est relativement sévère.

### Crues
Les crues, quant à elles, ne sont guère très importantes, compte tenu de la taille de son bassin versant. Les QIX 2 et QIX 5 valent respectivement 17 et 18 m3/s. Le QIX 10 est de 19 m3/s, le QIX 20 de 19 m3/s, tandis que le QIX 50 se monte à guère plus de 20 m3/s. Ces niveaux de crues doivent être considérés comme faibles parmi les affluents bourguignons de la Saône.
Le débit instantané maximal enregistré à Sigy-le-Châtel a été de 18,5 m3/s le 26 avril 1989, tandis que la valeur journalière maximale était de 18,1 m3/s le 18 janvier 2004. En comparant la première de ces valeurs à l'échelle des QIX de la rivière, il apparaît que cette crue était à peine d'ordre décennal, et donc destinée à se répéter tous les 8-10 ans en moyenne.

### Lame d'eau et débit spécifique
La Guye est une rivière moyennement abondante. La lame d'eau écoulée dans son bassin versant est de 244 millimètres annuellement, ce qui est nettement moindre que la moyenne d'ensemble de la France tous bassins confondus (320 millimètres). C'est de plus largement inférieur à la moyenne du bassin de la Saône (501 millimètres à Lyon).
Le débit spécifique (ou Qsp) atteint 7,7 litres par seconde et par kilomètre carré de bassin.

## Littérature
La source de la Guye est citée comme point de passage (et endroit de forte énergie terrestre) sur le chemin initiatique vers Compostelle au XIIe siècle dans le livre Les étoiles de Compostelle par Henri Vincenot.